# Coccoloba jamaicensis
Coccoloba jamaicensis är en slideväxtart som först beskrevs av Gustav Lindau, och fick sitt nu gällande namn av Howard. Coccoloba jamaicensis ingår i släktet Coccoloba och familjen slideväxter. Inga underarter finns listade i Catalogue of Life.